# Баєва Євгенія Романівна
Євгенія Романівна Баєва (також Щипкова; 15 серпня 1987) — українська волейболістка. Учасниця чемпіонатів світу і Європи з пляжного волейболу. Майстер спорту України. Також виступає в змаганнях з класичного волейболу.

## Із біографії
2015 року почала грати у парі з Валентиною Давідовою. Наступного сезону запорізький дует став чемпіоном України і посів друге місце в національному кубку. В обох фіналах їхніми суперниками були сестри Інна і Ірина Махно. Обидві пари грали у чвертьфіналі відбіркового турніру на Олімпіаду в Ріо-де-Жанейро. Щипкова і Давідова виступали на двох першостях континенту і чемпіонаті світу 2017 року у Відні.
У сезоні 2020/21 виступала за команду «Аланта» (Дніпро). У пляжному волейболі грала в дуетах з Катериною Коваленко і Анною Стороженко. З 2021 року захищає кольори «Полтавчанки»

## Клуби
| Роки      | Команди                         |
| --------- | ------------------------------- |
| 2001—2003 | ЗІЕІТ (Запоріжжя)               |
| 2016—2017 | ЗІЕІТ СК «Академія» (Запоріжжя) |
| 2020—2021 | «Аланта» (Дніпро)               |
| 2021—2022 | «Полтавчанка» (Полтава)         |

## Статистика

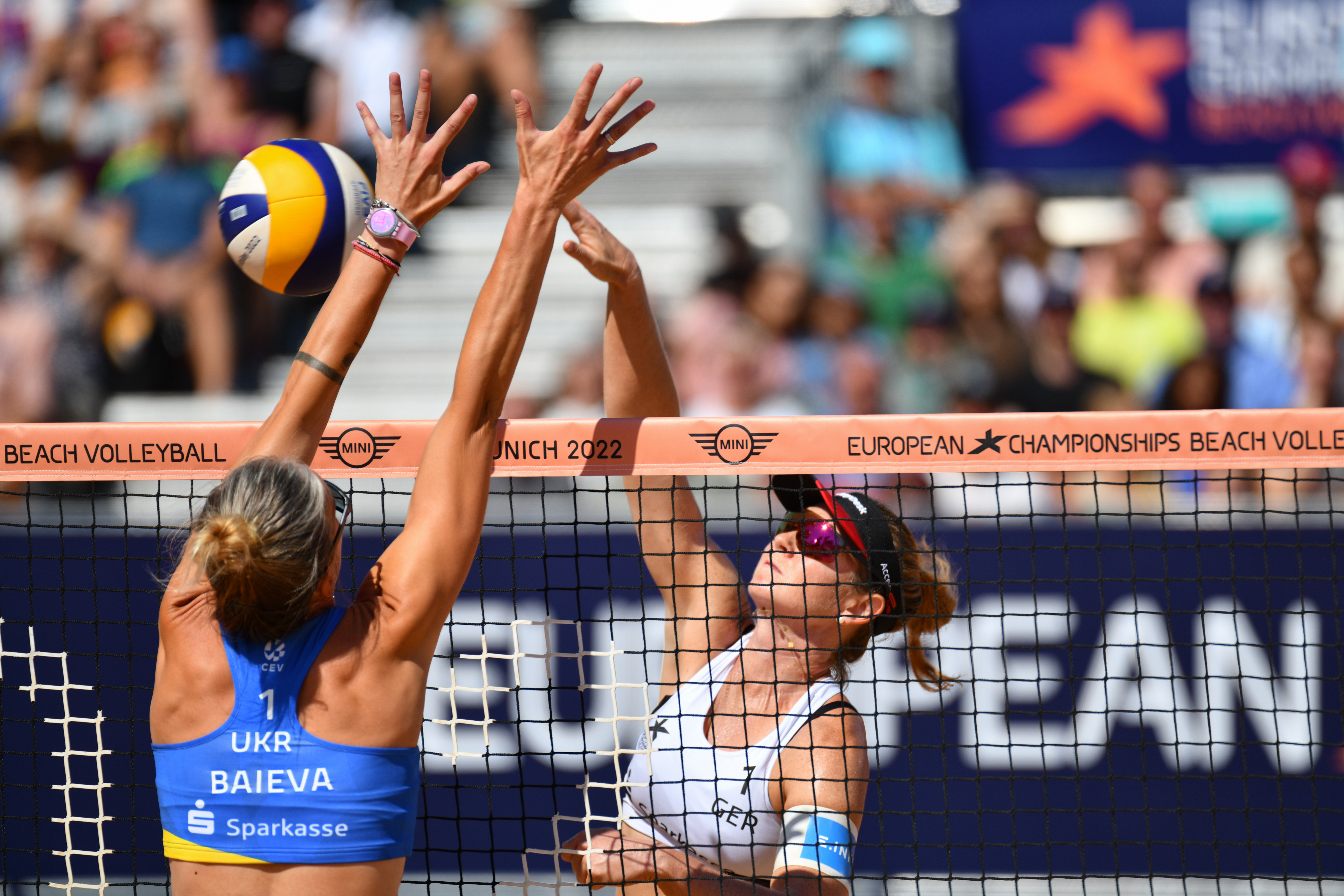
Чемпіонат Європи 2022 року. Євгенія Баєва проти німкені Юлії Суде.

Статистика виступів на чемпіонатах світу і Європи з пляжного волейболу:
| Турнір                | Партнерка          | Раунд       | Рахунок | Суперниці                                  |
| --------------------- | ------------------ | ----------- | ------- | ------------------------------------------ |
| чемпіонат Європи 2017 | Валентина Давідова | група F     | 1 - 2   | Олександра Мойсеєва — Катерина Сирцева     |
| чемпіонат Європи 2017 | Валентина Давідова | група F     | 2 - 1   | Інесе Юрсоне — Анце Аузіна                 |
| чемпіонат Європи 2017 | Валентина Давідова | група F     | 2 - 1   | Вікторія Бінек — Ізабель Шнайдер           |
| чемпіонат Європи 2017 | Валентина Давідова | 1/16 фіналу | 0 - 2   | Йолієн Сіннема — Йой Стуббе                |
| чемпіонат світу 2017  | Валентина Давідова | група Е     | 0 - 2   | Тетяна Машкова — Бахтигуль Самаликова      |
| чемпіонат світу 2017  | Валентина Давідова | група Е     | 2 - 1   | Корнелія Рімзер — Лена Плезютшніг          |
| чемпіонат світу 2017  | Валентина Давідова | група Е     | 2 - 1   | Саммер Росс — Брук Світ                    |
| чемпіонат світу 2017  | Валентина Давідова | 1/16 фіналу | 1 - 2   | Тайяна Ліма — Елізе Майя                   |
| чемпіонат Європи 2018 | Валентина Давідова | група С     | 0 - 2   | Йолієн Сіннема — Лаура Блоем               |
| чемпіонат Європи 2018 | Валентина Давідова | група С     | 2 - 0   | Ніколь Айгольцер — Єлена Штайнеманн        |
| чемпіонат Європи 2018 | Валентина Давідова | група С     | 2 - 0   | Анюк Верже-Депре — Зоя Верже-Депре         |
| чемпіонат Європи 2018 | Валентина Давідова | 1/16 фіналу | 2 - 0   | Ягода Грущинська — Олександра Громадовська |
| чемпіонат Європи 2018 | Валентина Давідова | 1/8 фіналу  | 0 - 2   | Вікторія Бінек — Ізабель Шнайдер           |
| чемпіонат Європи 2022 | Тетяна Лазаренко   | група F     | 0 - 2   | Карла Боргер — Юлія Суде                   |
| чемпіонат Європи 2022 | Тетяна Лазаренко   | група F     | 1 - 2   | Река Орсі Тот — Сара Брайденбах            |
| чемпіонат Європи 2023 | Валентина Давідова | група G     | 2 - 0   | Тіна Граудіня — Анастасія Самойлова        |
| чемпіонат Європи 2023 | Валентина Давідова | група G     | 2 - 0   | Мирослава Дунарова — Данієла Ресова        |
| чемпіонат Європи 2023 | Валентина Давідова | 1/8 фіналу  | 1 - 2   | Анюк Верже-Депре — Йоана Мадер             |